# Carta de los 221

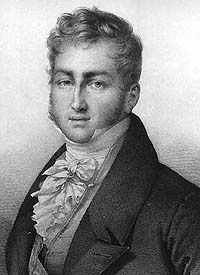
El príncipe Jules de Polignac

Por la Carta de los doscientos veintiuno, en francés original Adresse des 221, es conocida en la historia de Francia la resolución reprobatoria por la que se votó rechazar con mayoría suficiente (221 miembros) el ministerio presidido por el príncipe Jules de Polignac enviando dicha carta al rey Carlos X, lo que impulsó la Revolución de 1830.
Doscientos veintiuno era la cifra de la mayoría parlamentaria que suscribió este mensaje en respuesta al discurso de apertura de las Cámaras francesas del rey Carlos X en apoyo del entonces príncipe y años más tarde III duque de Polignac (1780 – 1847), considerado uno de los políticos más ineptos políticamente del Partido ultramonárquico francés. Polignac había desempeñado un torpe papel dentro de la reacción ultramonárquica de la Restauración borbónica francesa, y sus acciones como primer ministro de Carlos X condujeron a la Revolución de julio de 1830 que derrocó a la dinastía borbónica.
Cuando a finales de 1829 se celebraron elecciones legislativas, los ultramonárquicos sufrieron una severa derrota electoral. Jules de Polignac, primer ministro de Carlos X y notorio ultramonárquico, convenció al rey de que retrasara la constitución de las cámaras hasta marzo de 1830 con la intención de maniobrar políticamente para garantizar a los absolutistas el poder; y este retraso en la constitución de las cámaras ahondó la situación de antagonismo entre los ultramonárquicos y los liberales en Francia, quienes acusaron a Carlos X de querer dar un autogolpe de estado. Así que cuando se reunió la Cámara el 2 de marzo de 1830 la intención entre los diputados era mostrar con fuerza el conflicto latente entre la sociedad francesa y el gobierno ultrarrealista apoyado por el rey. En su discurso de apertura, Carlos X habló de la existencia de "maniobras culpables" contra su gobierno, añadiendo que él encontraría la fuerza para superarlas, anunció la expedición militar a Argel y, de forma implícita o velada, amenazó con gobernar por decreto (según el artículo 14 de la Carta otorgada de 1814) si las instituciones lo bloqueaban. La mayoría liberal de izquierda entendió este pasaje como el anuncio de un posible golpe de Estado contra la voluntad de la Cámara de diputados. Y, en efecto, un grupo de diputados decidió escribir un texto que se votara por la mayoría de los diputados para reafirmar las funciones de la cámara contra el ministerio que pretendía usurparlas prevaliéndose del rey. Así, bajo la dirección de Pierre Paul Royer-Collard, se redactó y votó el 16 de marzo de 1830 una Carta al rey que firmaron 221 diputados de 402, indicando a Carlos X su desconfianza:
«La Carta consagra como un derecho la intervención del país en la deliberación de los intereses públicos […] y hace de la concurrencia permanente de los puntos de vista políticos de vuestro gobierno con las voces de vuestro pueblo la condición indispensable de la marcha regular de los asuntos públicos. Sire, nuestra lealtad, nuestra devoción, nos obligan a deciros que esta concurrencia no existe [...] Francia... es digna de que tengáis fe en su lealtad, como ella la tiene en vuestras promesas.»
Esta mayoría parlamentaria destacaba, haciendo notar su inclinación respetuosa por los sentimientos monárquicos, los derechos de la Cámara, dentro de la cual se encontraban ya algunos de los liberales de la revolución de 1830, entre ellos Benjamin Constant. La reacción de Carlos X fue la esperada: para poner fin al estancamiento político, el 18 de marzo de 1830 denegó la confianza a Polignac y su ministerio, y para restaurar una mayoría parlamentaria que le fuera favorable prorrogó la Cámara y luego procedió a disolverla el 16 de mayo de 1830, anunciando nuevas elecciones para el 23 de junio y el 19 de julio. El gobierno interino hasta entonces tomó un tinte reaccionario aún más pronunciado y, para sorpresa de todos, los liberales prevalecieron en las elecciones del 23 de junio y del 19 de julio: los liberales recibieron 274 escaños, 53 más que antes de la disolución. El país había legalmente repudiado a su rey. Este reaccionó con las llamadas Ordenanzas de Julio, que desencadenaron la revolución de 1830.
- Datos: Q2825002
- Multimedia: Address of the 221 / Q2825002